# خوسيه فاخاردو
خوسيه فاخاردو نيلسون (بالإسبانية: José Fajardo) لاعب كرة قدم بنمي دولي، يلعب كمهاجم حالياً في منتخب بنما .

## روابط خارجية
- خوسيه فاخاردو على موقع الدوري الأمريكي (الإنجليزية)
- خوسيه فاخاردو على موقع إي إس بي إن إف سي (الإنجليزية)
- خوسيه فاخاردو على موقع قاعدة بيانات كرة القدم.إي يو (الإنجليزية)
- خوسيه فاخاردو على موقع ناشيونال فوتبول تيمز (الإنجليزية)
- خوسيه فاخاردو على موقع Soccerbase.com (لاعب) (الإنجليزية)
- خوسيه فاخاردو على موقع Soccerway.com (الإنجليزية)
- خوسيه فاخاردو على موقع عالم كرة القدم.نت (الإنجليزية)
- خوسيه فاخاردو على موقع AS.com (الإسبانية)